# Kineska četvrt (1974.)
Kineska četvrt (eng. Chinatown) je neo-noir film Romana Polanskog iz 1974. koji uključuje mnoge elemente film noira, posebno višeslojnu priču koja je dijelom misterij, a dijelom psihološka drama. U glavnim ulogama pojavljuju se Jack Nicholson, Faye Dunaway i John Huston.
Priča, smještena u Los Angeles tridesetih godina, inspirirana je povijesnim razmiricama oko prava na zemlju i vodu koje su bjesnjele u južnoj Kaliforniji tijekom 1910-ih i 1920-ih, a u kojima je William Mulholland zastupao interese Los Angelesa u osiguravanju prava na vodu u Owens Valleyju.
Film je nominiran za jedanaest Oscara, a pobijedio je u kategoriji najboljeg originalnog scenarija za Roberta Townea. Kineska četvrt 1991. je izabrana za čuvanje u Nacionalnom filmskom arhivu Kongresne knjižnice Sjedinjenih Država kao "kulturno, povijesno ili estetski značajan".
Nastavak, nazvan Dva Jakea objavljen je 1990., a glavnu ulogu reprizirao je Jack Nicholson koji je i režirao film prema scenariju Roberta Townea.

## Radnja
Privatni istražitelj iz Los Angelesa zvan J.J. "Jake" Gittes angažiran je kako bi špijunirao Hollisa Mulwraya, glavnog inženjera gradskog odjela za vodoopskrbu. Žena koja unajmljuje Gittesa tvrdi kako je Mulwrayeva žena Evelyn koja sumnja na mužev preljub. Ali Mulwray provodi najviše vremena istražujući presušena riječna korita i otvore za drenažu. Uz to se još posvađa sa starijim čovjekom u javnosti. Gittes konačno ulovi Mulwraya s mladom plavušom i fotografira par, što postaje skandal u novinama. Nakon što je priča objavljena, Gittesu dolazi prava Evelyn Mulwray. Zaprijeti mu tužbom. Gittes je nasjeo na lažnjak i mora otkriti tko mu je smjestio i zašto.
Tragovi upućuju na skandal u gradskom vijeću. Unatoč ozbiljnoj suši i skupom prijedlogu za gradnju nove brane (plan kojem se Mulwray pasivno suprotstavlja), Odjel za vodoopskrbu i električnu energiju noću izbacuje pitku vodu u ocean.
Nakon dojave, Gittes potraži Mulwraya u rezervoaru, ali ondje pronađe policiju koja istražuje Mulwrayevo utapanje. Nakon što policija obavi razgovor s gospođom Mulwray o smrti, ona im natukne kako je unajmila Gittesa, što on potvrđuje. U okružnoj mrtvačnici, Gittes ugleda tijelo beksućnika koji se navodno utopio u L.A. Riveru, iako je tijekom utapanja ostao gotovo potpuno suh. Gittes ode do Evelyn i kaže joj kako njegova dosadašnja istraga sugerira kako je njezin muž ubijen. Ona mu zahvali i unajmi ga da istraži što se dogodilo s njenim mužem.
Kasnije te noći, nakon što je provalio u zaštićeno područje rezervoara, Gittes naleti na zaštitara odjela za vodoopskrbu Claudea Mulvihilla i niskog gangstera koji mu poreže nos. Gittes dobiva poziv od Ide Sessions, žene koja je unajmljena da se predstavi kao gospođa Mulwray, koja mu predloži da pogleda osmrtnice tog dana. U odjelu za vodoopskrbu, Gittes primjećuje fotografije starijeg čovjeka s kojim se Mulwray svađao, Noaha Crossa. Cross, otac Evelyn Mulwray, bio je vlasnik odjela za vodoopskrbu kao Mulwrayev partner. Cross je nesvojevoljno okončao svoje veze s odjelom na Mulwrayev zahtjev kad ga je preuzeo grad.
Cross unajmi Gittesa da pronađe Hollisovu plavušu, rekavši kako bi ona mogla znati što mu se dogodilo. Slijedeći dojavu Ide Sessions, Gittes počne otkrivati intrigantni skandal o vodi. Pregledavajući nasade naranača, presreću ga i pretuku bijesni uzgajivači koji mu kažu da je odjel za vodoopskrbu dignuo u zrak rezervoare za vodu i otrovao izvore. Cross i njegovi partneri prisilili su farmere s njihove zemlje kako bi je mogli jeftino otkupiti. Nakon gradnje nove (i kontroverzne) brane i sustava za vodu, preusmjeravajući veliki dio vodenih zaliha Los Angelesa na tu zemlju, njoj će se dramatično podignuti vrijednost. Kako Cross ne želi nikakve tragove tih transakcija, udružio se sa zajednicom umirovljeničkih domova tako da su njihovi mnogi stari stanovnici (od kojih se jedan spominje među osmrtnicama) zakonski, ali nesvjesni vlasnici zemlje.
Naišavši opet na nasilnike u domu, Gittes pobjegne s Evelyn koja ga odveze u svoju kuću, gdje se dvoje upuštaju u intimni odnos. Jake ispriča Evelyn o svojim detektivskim danima u Kineskoj četvrti Los Angelesa, gdje je radio "što je manje moguće." Dok leže u krevetu, zazvoni telefon. Evelyn prima zagonetni poziv, a zatim kaže Jakeu mora ubrzo poći. Samo mu smeteno kaže da joj vjeruje.
Gittes počne slijediti Evelyn do dobrostojeće kuće; vireći kroz prozor ugleda Mulwrayevu plavušu kako plače. Evelyn ustvrdi kako joj je to sestra, koja je plakala jer je upravo saznala za Hollisovu smrt. Kasnije te noći, Sessions biva ubijena. Policijski poručnik Escobar istakne kako izvješće mrtvozornika dokazuje kako je u Mulwrayevim plućima pronađena sol iako je tijelo pronađeno u rezervoaru pitke vode.
Gittes se vrati na Evelynino imanje, gdje otkriva naočale u vrtnom jezeru sa slanom vodom. Pretpostavivši da je ubila Mulwraya i da su to bile njegove naočale, Gittes to kaže Evelyn, koja porekne, ali otkrije da je plavokosa djevojka, Katherine, i njena sestra i njena kćer; Gittes upita Evelyn je li ju otac silovao, a ona zatrese glavom. Ostaje nejasno je li čin bio suglasan ili ne; Evelynin otac kasnije natukne kako je uistinu bio suglasan rekavši: "Većina ljudi nema obraza da se suoči s činjenicom da su, u pravo vrijeme i na pravom mjestu, spremni učiniti sve". Očigledno je da Evelyn prezire svog oca što ju je iskoristio. Gittes tada odluči pomoći Evelyn da pobjegne. Evelyn se sjeti kako bi naočale mogle pripadati njenom mužu jer su bifokalne. Gittes sredi bijeg dviju žena u Meksiko i uputi Evelyn da se nađe s njim na adresi njezina batlera u Kineskoj četvrti.
Evelyn odlazi, a stiže poručnik Escobar, koji odveze Jakea do kuće njegova prijatelja Curlyja, pod izlikom da je to adresa Evelynine domaćice i da se ona skriva ondje. Jake pobjegne policiji i kaže Curlyju da preveze žene u Meksiko na svojem ribarskom čamcu.
Gittes suoči Crossa s optužbom za ubojstvo - koje je bilo rezultat svađe između Crossa i Mulwraya oko Crossove prijevare grada uz pomoć Mulwrayevih pomoćnika - i naočalama, koje su identične Crossovim. Pojavljuje se Mulvihilli oduzima naočale koje su jedini fizički dokaz. Cross prisili Gittesa da ga odvede do djevojke. Nakon što je Gittes stigao do Evelyninina skrovišta u Kineskoj četvrti, policija je već ondje i uhiti Gittesa zbog skrivanja dokaza i iznude (pretpostavljajući da je iznudio novac od Evelyn koja mu je platila kako bi prikrila činjenicu da mu je klijentica). Gittes počne protestirati da je Cross ubojica, ali Escobar i policija ga ignoriraju.
Nakon što Cross priđe Katherine, zahtijevajući skrbništvo nad njom, Evelyn ga odgurne, ustrijeli ga u ruku i pokrene auto. Dok se Evelyn odvozi, policija otvara vatru, a Evelyn pogiba. Cross zgrabi Katherine, izvukavši je iz auta, dok shrvanog Gittesa tješe njegovi pomoćnici, koji mu predlože da ode: "Zaboravi, Jake. To je Kineska četvrt."

## Glumci
| - Jack Nicholson kao J.J. "Jake" Gittes - Faye Dunaway kao Evelyn Cross Mulwray - John Huston kao Noah Cross - Perry Lopez kao Poručnik Lou Escobar - John Hillerman kao Russ Yelburton - Darrell Zwerling kao Hollis I. Mulwray - Diane Ladd kao Ida Sessions - Roy Jenson kao Claude Mulvihill - Roman Polanski kao Čovjek s nožem - Richard Bakalyan kao Detektiv Loach - Joe Mantell kao Lawrence Walsh | - Bruce Glover kao Duffy - Nandu Hinds kao Sophie - James O'Rear kao Odvjetnik - James Hong kao Kahn - Beulah Quo kao Mulwrayeva domaćica - Jerry Fujikawa kao Mulwrayev vrtlar - Belinda Palmer kao Katherine Cross - Roy Roberts kao Gradonačelnik Bagby - Noble Willingham kao Vijećnik - Elliott Montgomery kao Vijećnik - Burt Young kao Curly - Elizabeth Harding kao Curlyjeva žena |

## Produkcija

### Pozadina
Producent Robert Evans 1971. je ponudio Towneu 175 tisuća dolara da napiše scenarij za Velikog Gatsbyja (1974.), ali je Towne smatrao kako ne može adaptirati roman F. Scotta Fitzgeralda. Umjesto toga, Towne je tražio 25 tisuća dolara od Evansa da napiše vlastitu priču, Kinesku četvrt, na što je Evans pristao.
Kineska četvrt radnjom je smještena u tridesete i prikazuje korupciju u odjelu za vodoopskrbu. Bio je to prvi dio planirane trilogije Roberta Townea o liku J.J. Gittesa i vladi Los Angelesa. Drugi dio, Dva Jakea, govorio je o odjelu za prirodni plin u Los Angelesu u četrdesetima. Režirao ga je Jack Nicholson, a objavljen je 1990. Međutim, kritički i komercijalni neuspjeh drugog filma pomrsio je planove za snimanje Cloverleafa, filma o razvoju sustava autocesta u Los Angelesu krajem četrdesetih.

### Porijeklo
Likovi Hollisa Mulwraya i Noaha Crossa su reference na glavnog inženjera Odjela za vodoopskrbu i električnu energiju Los Angelesa Williama Mulhollanda (1855. – 1935.) - ime Hollis Mulwray djelomični je anagram za Mulholland. Ime Noah je referenca na poplavu - kako bi se sugerirao sukob između dobra i zla u Mulhollandu. Mulholland je bio dizajner i inženjer Akvadukta Los Angeles, koji je prenosio vodu iz Owens Valleyja u Los Angeles. Brani koju su Cross i grad htjeli graditi suprotstavio se Mulwray iz konstrukcijskih i sigurnosnih razloga. Mulwray kaže kako neće ponoviti istu pogrešku kao kad je gradio prethodnu branu, koja se urušila i ubila stotine ljudi. To je izravna aluzija na katastrofu Brane St. Francis. Branu je osobno pregledao Mulholland prije nego što se katastrofalno urušila sljedećeg jutra 12. ožujka 1928. Više od 450 ljudi, od kojih je većina bila školska djeca poginulo je tog dana, a grad Santa Paula je urušen. Incident je okončao Mulhollandovu karijeru, a on je umro 1935.

### Razvoj
Robert Towne je rekao kako je naslov i slavni dijalog, "Što si radio u Kineskoj četvrti?" / "Što je manje moguće", preuzeo od mađarskog policajca iz Odjela za poroke koji je radio u Kineskoj četvrti. Policajac je Towneu objasnio kako je složeni niz dijalekata i bandi u Kineskoj četvrti Los Angelesa omogućavao policiji da zna da li su njihove intervencije u Kineskoj četvrti pomogle žrtvama ili su iskorištene od strane kriminalaca, pa je policija odlučila kako je najbolje poduzimati što je manje moguće akcije.
Polanski je čuo za scenarij preko Nicholsona, s kojim je planirao snimiti film kad pronađu pravu priču. Producent Robert Evans htio je da Polanski preuzme režiju jer je priželjkivao europsku viziju Amerike. Polanski, koji se nekoliko godina prije maknuo iz Los Angelesa zbog ubojstva supruge, isprva nije bio voljan za povratak, ali je prihvatio projekt zbog snage scenarija.
Towne je napisao scenarij s Nicholsonom u vidu. Producent Evans htio je da scenarij ima sretni završetak s tim da Cross pogine, a Evelyn Mulwray preživi. Evans i Polanski su se svađali oko toga, a Polanski je inzistirao na tragičnom završetku. Dvojac se razišao zbog te svađe, a Polanski je napisao posljednju scenu samo nekoliko dana prije snimanja.
Originalni scenarij imao je više od 180 stranica. Polanski je izbacio Gittesovo pripovijedanje i snimio film tako da publika otkriva tragove u isto vrijeme kad i Gittes.
Polanski je isprva poziciju snimatelja ponudio Williamu A. Frakeru, Paramount se složio, a Fraker je prihvatio. Paramount je prethodno angažirao Frakera za snimanje Rosemaryne bebe. Kad je Robert Evans postao svjestan angažiranja inzistirao je da se ponuda opozove. Evans, koji je također producirao Rosemarynu bebu, smatrao je kako bi spajanje Polanskog i Frakera izazvalo stvaranje previše snage na jednoj strani i dodatno zakompliciralo produkciju.

### Likovi i casting
- "J.J. Gittes" je nazvan po Nicholsonovu prijatelju, producentu Harryju Gittesu.
- "Evelyn Mulwray" je, prema riječima scenarista Townea, isprva zamišljena kao klasična "crna udovica" tipična za glavne ženske likove u film noiru, ali se ispostavlja kako se u filmu radi tek o nesebičnom liku. Glavna kandidatkinja za ulogu bila je Jane Fonda, ali je Polanski podupro Dunaway.
- "Noah Cross": Towne kaže da je Huston bio, poslije Nicholsona, drugi najbolji izbor od glumaca u filmu te da je lik Crossa učinio zlim svojom šarmantnom i udvornom izvedbom.

### Snimanje
Polanski se pojavljuje u cameo ulozi gangstera koji poreže Gittesov nos. Efekt je postignut posebnim nožem, koji je uistinu mogao porezati Nicholsonov nos da ga Polanski nije držao pravilno. U tradiciji koju Polanski pripisuje Raymondu Chandleru, svi događaji iz filma vidljivi su subjektivno kroz Gittesove oči, primjerice, kad Gittes padne u nesvijest od udarca, film iščezava i otkriva se kad se on budi. Gittes se pojavljuje u svakoj sceni u filmu.

### Soundtrack
Phillip Lambro originalno je angažiran da napiše glazbu za film, ali ga je u posljednji trenutak odbio producent Robert Evans, ostavivši Jerryju Goldsmithu samo deset dana da napiše i snimi novu. Dijelovi originalne Lambrove glazbe mogu se čuti u originalnom foršpanu za film. Goldsmith je nominiran za Oscar.

## Ostavština
Evans je rekao da je film zacementirao Nicholsona, tada zvijezdu u usponu, kao vodećeg hollywoodskog glumca.
Ovo je bio posljednji film koji je Roman Polanski snimio u Sjedinjenim Državama. Godine 1977. je uhićen i osuđen zbog nezakonitog seksualnog odnosa s maloljetnicom.

## Nagrade i priznanja

### Oscari
Film je osvojio jednog Oscara, a bio je nominiran u još deset kategorija:
Pobjede
- Najbolji originalni scenarij - Robert Towne

Nominacije
- Najbolji film - Robert Evans
- Najbolji redatelj - Roman Polanski
- Najbolji glumac - Jack Nicholson
- Najbolja glumica - Faye Dunaway
- Najbolja montaža - Sam O'Steen
- Najbolja scenografija - Richard Sylbert, W. Stewart Campbell, Ruby Levitt
- Najbolji dizajn kostima - Anthea Sylbert
- Najbolja fotografija - John A. Alonzo
- Najbolji zvuk - Bud Grenzbach, Larry Jost
- Najbolja originalna glazba - Jerry Goldsmith

### Zlatni globusi
Pobjede:
- Najbolji film – drama - Robert Evans
- najbolji glumac - drama - Jack Nicholson
- Najbolji redatelj - Roman Polanski
- najbolji scenarij - Robert Towne

Nominacije
- Najbolji sporedni glumac - John Huston
- Najbolja glumica - drama - Faye Dunaway
- Najbolja originalna glazba - Jerry Goldsmith

### Ostale nagrade
- BAFTA nagrade: najbolji glumac (Nicholson), najbolja režija, najbolji scenarij
- Nagrada Edgar za filmski scenarij - Robert Towne
- Nacionalni filmski arhiv (1991.)

Priznanja Američkog filmskog instituta
- 1998. - AFI-jevih 100 godina... 100 filmova - #19
- 2001. - AFI-jevih 100 godina... 100 uzbuđenja - #16
- 2003. - AFI-jevih 100 godina... 100 junaka i zlikovaca:
  - Noah Cross - Zlikovac #16
- 2005. - AFI-jevih 100 godina... 100 filmskih citata:
  - "Forget it, Jake, it's Chinatown." - #74
- 2005. - AFI-jevih 100 godina filmske glazbe - #9
- 2007. - AFI-jevih 100 godina... 100 filmova (Izdanje u povodu 10. godišnjice) - #21
- 2008. - AFI-jevih 10 Top 10 - #2 film misterije

## Vanjske poveznice
- Kineska četvrt u internetskoj bazi filmova IMDb-a
- Kineska četvrt na Rotten Tomatoes